# Copa Libertadores 2003
Navigation
Édition précédente Édition suivante
La Copa Libertadores 2003 est la 44e édition de la Copa Libertadores. Le club vainqueur de la compétition est désigné champion d'Amérique du Sud 2003 et se qualifie pour la Coupe intercontinentale 2003 et la Recopa Sudamericana 2003.
C'est la formation argentine de Boca Juniors qui remporte le trophée cette année, après avoir battu en finale les Brésiliens du Santos Futebol Clube. C'est le cinquième succès pour Boca, qui rejoint Peñarol à la seconde place du classement des clubs les plus titrés, derrière Independiente. Quant à Santos, il s'agit de sa troisième finale, la première perdue, après ses deux succès quarante ans plus tôt. Deux attaquants, finalistes avec leur club respectif, se partagent le titre de meilleur buteur avec neuf réalisations : Marcelo Delgado de Boca Juniors et Ricardo Oliveira de Santos.
Le format de la compétition reste le même que lors de la précédente édition. Le premier tour voit les trente-deux clubs engagés être répartis en huit poules de quatre, dont les deux premiers se qualifient pour la phase finale, qui est elle jouée en matchs aller-retour à élimination directe. La règle des buts marqués à l'extérieur en cas d'égalité sur les deux rencontres n'est pas appliquée. 

## Clubs engagés
| Premier tour | Premier tour | Premier tour | Premier tour | Premier tour | Premier tour | Premier tour | Premier tour | Premier tour | Premier tour | Premier tour | Premier tour | Premier tour | Premier tour | Premier tour | Premier tour |
| --- | --- | --- | --- | --- | --- | --- | --- | --- | --- | --- | --- | --- | --- | --- | --- |
| - Club Olimpia - Tenant du titre - Racing Club de Avellaneda - Vainqueur du tournoi Ouverture 2001 - Club Atlético River Plate - Vainqueur du tournoi clôture 2002 - Club Atlético Boca Juniors - Premier du classement cumulé 2001-2002 - Club de Gimnasia y Esgrima La Plata - 2e du classement cumulé 2001-2002 - Club Bolívar - Vainqueur des tournois Ouverture et Clôture 2002 - Oriente Petrolero - Second du tournoi Ouverture 2002 - The Strongest La Paz - Second du tournoi Clôture 2002 - Santos Futebol Clube - Champion du Brésil 2002 - Sport Club Corinthians Paulista - Vainqueur de la Copa do Brasil 2002 - Grêmio Foot-Ball Porto Alegrense - Meilleure équipe du classement cumulé 2002 - Paysandu Sport Club - Vainqueur de la Copa de Campeones 2002 - Club Deportivo Universidad Católica - Vainqueur du tournoi Ouverture 2002 - Club Social y Deportivo Colo-Colo - Vainqueur du tournoi Clôture 2002 - Club de Deportes Cobreloa - Vainqueur du barrage pre-Libertadores 2002 | - Club Olimpia - Tenant du titre - Racing Club de Avellaneda - Vainqueur du tournoi Ouverture 2001 - Club Atlético River Plate - Vainqueur du tournoi clôture 2002 - Club Atlético Boca Juniors - Premier du classement cumulé 2001-2002 - Club de Gimnasia y Esgrima La Plata - 2e du classement cumulé 2001-2002 - Club Bolívar - Vainqueur des tournois Ouverture et Clôture 2002 - Oriente Petrolero - Second du tournoi Ouverture 2002 - The Strongest La Paz - Second du tournoi Clôture 2002 - Santos Futebol Clube - Champion du Brésil 2002 - Sport Club Corinthians Paulista - Vainqueur de la Copa do Brasil 2002 - Grêmio Foot-Ball Porto Alegrense - Meilleure équipe du classement cumulé 2002 - Paysandu Sport Club - Vainqueur de la Copa de Campeones 2002 - Club Deportivo Universidad Católica - Vainqueur du tournoi Ouverture 2002 - Club Social y Deportivo Colo-Colo - Vainqueur du tournoi Clôture 2002 - Club de Deportes Cobreloa - Vainqueur du barrage pre-Libertadores 2002 | - Club Olimpia - Tenant du titre - Racing Club de Avellaneda - Vainqueur du tournoi Ouverture 2001 - Club Atlético River Plate - Vainqueur du tournoi clôture 2002 - Club Atlético Boca Juniors - Premier du classement cumulé 2001-2002 - Club de Gimnasia y Esgrima La Plata - 2e du classement cumulé 2001-2002 - Club Bolívar - Vainqueur des tournois Ouverture et Clôture 2002 - Oriente Petrolero - Second du tournoi Ouverture 2002 - The Strongest La Paz - Second du tournoi Clôture 2002 - Santos Futebol Clube - Champion du Brésil 2002 - Sport Club Corinthians Paulista - Vainqueur de la Copa do Brasil 2002 - Grêmio Foot-Ball Porto Alegrense - Meilleure équipe du classement cumulé 2002 - Paysandu Sport Club - Vainqueur de la Copa de Campeones 2002 - Club Deportivo Universidad Católica - Vainqueur du tournoi Ouverture 2002 - Club Social y Deportivo Colo-Colo - Vainqueur du tournoi Clôture 2002 - Club de Deportes Cobreloa - Vainqueur du barrage pre-Libertadores 2002 | - Club Olimpia - Tenant du titre - Racing Club de Avellaneda - Vainqueur du tournoi Ouverture 2001 - Club Atlético River Plate - Vainqueur du tournoi clôture 2002 - Club Atlético Boca Juniors - Premier du classement cumulé 2001-2002 - Club de Gimnasia y Esgrima La Plata - 2e du classement cumulé 2001-2002 - Club Bolívar - Vainqueur des tournois Ouverture et Clôture 2002 - Oriente Petrolero - Second du tournoi Ouverture 2002 - The Strongest La Paz - Second du tournoi Clôture 2002 - Santos Futebol Clube - Champion du Brésil 2002 - Sport Club Corinthians Paulista - Vainqueur de la Copa do Brasil 2002 - Grêmio Foot-Ball Porto Alegrense - Meilleure équipe du classement cumulé 2002 - Paysandu Sport Club - Vainqueur de la Copa de Campeones 2002 - Club Deportivo Universidad Católica - Vainqueur du tournoi Ouverture 2002 - Club Social y Deportivo Colo-Colo - Vainqueur du tournoi Clôture 2002 - Club de Deportes Cobreloa - Vainqueur du barrage pre-Libertadores 2002 | - Club Olimpia - Tenant du titre - Racing Club de Avellaneda - Vainqueur du tournoi Ouverture 2001 - Club Atlético River Plate - Vainqueur du tournoi clôture 2002 - Club Atlético Boca Juniors - Premier du classement cumulé 2001-2002 - Club de Gimnasia y Esgrima La Plata - 2e du classement cumulé 2001-2002 - Club Bolívar - Vainqueur des tournois Ouverture et Clôture 2002 - Oriente Petrolero - Second du tournoi Ouverture 2002 - The Strongest La Paz - Second du tournoi Clôture 2002 - Santos Futebol Clube - Champion du Brésil 2002 - Sport Club Corinthians Paulista - Vainqueur de la Copa do Brasil 2002 - Grêmio Foot-Ball Porto Alegrense - Meilleure équipe du classement cumulé 2002 - Paysandu Sport Club - Vainqueur de la Copa de Campeones 2002 - Club Deportivo Universidad Católica - Vainqueur du tournoi Ouverture 2002 - Club Social y Deportivo Colo-Colo - Vainqueur du tournoi Clôture 2002 - Club de Deportes Cobreloa - Vainqueur du barrage pre-Libertadores 2002 | - Club Olimpia - Tenant du titre - Racing Club de Avellaneda - Vainqueur du tournoi Ouverture 2001 - Club Atlético River Plate - Vainqueur du tournoi clôture 2002 - Club Atlético Boca Juniors - Premier du classement cumulé 2001-2002 - Club de Gimnasia y Esgrima La Plata - 2e du classement cumulé 2001-2002 - Club Bolívar - Vainqueur des tournois Ouverture et Clôture 2002 - Oriente Petrolero - Second du tournoi Ouverture 2002 - The Strongest La Paz - Second du tournoi Clôture 2002 - Santos Futebol Clube - Champion du Brésil 2002 - Sport Club Corinthians Paulista - Vainqueur de la Copa do Brasil 2002 - Grêmio Foot-Ball Porto Alegrense - Meilleure équipe du classement cumulé 2002 - Paysandu Sport Club - Vainqueur de la Copa de Campeones 2002 - Club Deportivo Universidad Católica - Vainqueur du tournoi Ouverture 2002 - Club Social y Deportivo Colo-Colo - Vainqueur du tournoi Clôture 2002 - Club de Deportes Cobreloa - Vainqueur du barrage pre-Libertadores 2002 | - Club Olimpia - Tenant du titre - Racing Club de Avellaneda - Vainqueur du tournoi Ouverture 2001 - Club Atlético River Plate - Vainqueur du tournoi clôture 2002 - Club Atlético Boca Juniors - Premier du classement cumulé 2001-2002 - Club de Gimnasia y Esgrima La Plata - 2e du classement cumulé 2001-2002 - Club Bolívar - Vainqueur des tournois Ouverture et Clôture 2002 - Oriente Petrolero - Second du tournoi Ouverture 2002 - The Strongest La Paz - Second du tournoi Clôture 2002 - Santos Futebol Clube - Champion du Brésil 2002 - Sport Club Corinthians Paulista - Vainqueur de la Copa do Brasil 2002 - Grêmio Foot-Ball Porto Alegrense - Meilleure équipe du classement cumulé 2002 - Paysandu Sport Club - Vainqueur de la Copa de Campeones 2002 - Club Deportivo Universidad Católica - Vainqueur du tournoi Ouverture 2002 - Club Social y Deportivo Colo-Colo - Vainqueur du tournoi Clôture 2002 - Club de Deportes Cobreloa - Vainqueur du barrage pre-Libertadores 2002 | - Club Olimpia - Tenant du titre - Racing Club de Avellaneda - Vainqueur du tournoi Ouverture 2001 - Club Atlético River Plate - Vainqueur du tournoi clôture 2002 - Club Atlético Boca Juniors - Premier du classement cumulé 2001-2002 - Club de Gimnasia y Esgrima La Plata - 2e du classement cumulé 2001-2002 - Club Bolívar - Vainqueur des tournois Ouverture et Clôture 2002 - Oriente Petrolero - Second du tournoi Ouverture 2002 - The Strongest La Paz - Second du tournoi Clôture 2002 - Santos Futebol Clube - Champion du Brésil 2002 - Sport Club Corinthians Paulista - Vainqueur de la Copa do Brasil 2002 - Grêmio Foot-Ball Porto Alegrense - Meilleure équipe du classement cumulé 2002 - Paysandu Sport Club - Vainqueur de la Copa de Campeones 2002 - Club Deportivo Universidad Católica - Vainqueur du tournoi Ouverture 2002 - Club Social y Deportivo Colo-Colo - Vainqueur du tournoi Clôture 2002 - Club de Deportes Cobreloa - Vainqueur du barrage pre-Libertadores 2002 | - Corporación Deportiva América Cali - Vainqueur du tournoi Ouverture 2002 - Corporación Deportiva Independiente Medellín - Vainqueur du tournoi Clôure 2002 - Asociación Deportivo Cali - 1er au classement cumulé 2002 - Club Sport Emelec - Champion d'Équateur 2002 - Barcelona Sporting Club - Vice-champion d'Équateur 2002 - Club Deportivo El Nacional - 3e de l'Hexagonal 2002 - Club Libertad - Champion du Paraguay 2002 - 12 de Octubre FC - Vice-champion du Paraguay 2002 - Cerro Porteño - Vainqueur de la Liguilla pré-Libertadores 2002 - Club Universitario de Deportes - Vainqueur du tournoi Ouverture 2002 - Club Sporting Cristal - Vainqueur du tournoi Clôture 2002 - Club Alianza Lima - Premier au classement cumulé 2002 - Club Nacional de Football - Champion d'Uruguay 2002 - Club Atlético Peñarol - Vainqueur du Torneo Clasificatorio 2002 - Centro Atlético Fénix - Vainqueur de la Liguilla pré-Libertadores 2002 | - Corporación Deportiva América Cali - Vainqueur du tournoi Ouverture 2002 - Corporación Deportiva Independiente Medellín - Vainqueur du tournoi Clôure 2002 - Asociación Deportivo Cali - 1er au classement cumulé 2002 - Club Sport Emelec - Champion d'Équateur 2002 - Barcelona Sporting Club - Vice-champion d'Équateur 2002 - Club Deportivo El Nacional - 3e de l'Hexagonal 2002 - Club Libertad - Champion du Paraguay 2002 - 12 de Octubre FC - Vice-champion du Paraguay 2002 - Cerro Porteño - Vainqueur de la Liguilla pré-Libertadores 2002 - Club Universitario de Deportes - Vainqueur du tournoi Ouverture 2002 - Club Sporting Cristal - Vainqueur du tournoi Clôture 2002 - Club Alianza Lima - Premier au classement cumulé 2002 - Club Nacional de Football - Champion d'Uruguay 2002 - Club Atlético Peñarol - Vainqueur du Torneo Clasificatorio 2002 - Centro Atlético Fénix - Vainqueur de la Liguilla pré-Libertadores 2002 | - Corporación Deportiva América Cali - Vainqueur du tournoi Ouverture 2002 - Corporación Deportiva Independiente Medellín - Vainqueur du tournoi Clôure 2002 - Asociación Deportivo Cali - 1er au classement cumulé 2002 - Club Sport Emelec - Champion d'Équateur 2002 - Barcelona Sporting Club - Vice-champion d'Équateur 2002 - Club Deportivo El Nacional - 3e de l'Hexagonal 2002 - Club Libertad - Champion du Paraguay 2002 - 12 de Octubre FC - Vice-champion du Paraguay 2002 - Cerro Porteño - Vainqueur de la Liguilla pré-Libertadores 2002 - Club Universitario de Deportes - Vainqueur du tournoi Ouverture 2002 - Club Sporting Cristal - Vainqueur du tournoi Clôture 2002 - Club Alianza Lima - Premier au classement cumulé 2002 - Club Nacional de Football - Champion d'Uruguay 2002 - Club Atlético Peñarol - Vainqueur du Torneo Clasificatorio 2002 - Centro Atlético Fénix - Vainqueur de la Liguilla pré-Libertadores 2002 | - Corporación Deportiva América Cali - Vainqueur du tournoi Ouverture 2002 - Corporación Deportiva Independiente Medellín - Vainqueur du tournoi Clôure 2002 - Asociación Deportivo Cali - 1er au classement cumulé 2002 - Club Sport Emelec - Champion d'Équateur 2002 - Barcelona Sporting Club - Vice-champion d'Équateur 2002 - Club Deportivo El Nacional - 3e de l'Hexagonal 2002 - Club Libertad - Champion du Paraguay 2002 - 12 de Octubre FC - Vice-champion du Paraguay 2002 - Cerro Porteño - Vainqueur de la Liguilla pré-Libertadores 2002 - Club Universitario de Deportes - Vainqueur du tournoi Ouverture 2002 - Club Sporting Cristal - Vainqueur du tournoi Clôture 2002 - Club Alianza Lima - Premier au classement cumulé 2002 - Club Nacional de Football - Champion d'Uruguay 2002 - Club Atlético Peñarol - Vainqueur du Torneo Clasificatorio 2002 - Centro Atlético Fénix - Vainqueur de la Liguilla pré-Libertadores 2002 | - Corporación Deportiva América Cali - Vainqueur du tournoi Ouverture 2002 - Corporación Deportiva Independiente Medellín - Vainqueur du tournoi Clôure 2002 - Asociación Deportivo Cali - 1er au classement cumulé 2002 - Club Sport Emelec - Champion d'Équateur 2002 - Barcelona Sporting Club - Vice-champion d'Équateur 2002 - Club Deportivo El Nacional - 3e de l'Hexagonal 2002 - Club Libertad - Champion du Paraguay 2002 - 12 de Octubre FC - Vice-champion du Paraguay 2002 - Cerro Porteño - Vainqueur de la Liguilla pré-Libertadores 2002 - Club Universitario de Deportes - Vainqueur du tournoi Ouverture 2002 - Club Sporting Cristal - Vainqueur du tournoi Clôture 2002 - Club Alianza Lima - Premier au classement cumulé 2002 - Club Nacional de Football - Champion d'Uruguay 2002 - Club Atlético Peñarol - Vainqueur du Torneo Clasificatorio 2002 - Centro Atlético Fénix - Vainqueur de la Liguilla pré-Libertadores 2002 | - Corporación Deportiva América Cali - Vainqueur du tournoi Ouverture 2002 - Corporación Deportiva Independiente Medellín - Vainqueur du tournoi Clôure 2002 - Asociación Deportivo Cali - 1er au classement cumulé 2002 - Club Sport Emelec - Champion d'Équateur 2002 - Barcelona Sporting Club - Vice-champion d'Équateur 2002 - Club Deportivo El Nacional - 3e de l'Hexagonal 2002 - Club Libertad - Champion du Paraguay 2002 - 12 de Octubre FC - Vice-champion du Paraguay 2002 - Cerro Porteño - Vainqueur de la Liguilla pré-Libertadores 2002 - Club Universitario de Deportes - Vainqueur du tournoi Ouverture 2002 - Club Sporting Cristal - Vainqueur du tournoi Clôture 2002 - Club Alianza Lima - Premier au classement cumulé 2002 - Club Nacional de Football - Champion d'Uruguay 2002 - Club Atlético Peñarol - Vainqueur du Torneo Clasificatorio 2002 - Centro Atlético Fénix - Vainqueur de la Liguilla pré-Libertadores 2002 | - Corporación Deportiva América Cali - Vainqueur du tournoi Ouverture 2002 - Corporación Deportiva Independiente Medellín - Vainqueur du tournoi Clôure 2002 - Asociación Deportivo Cali - 1er au classement cumulé 2002 - Club Sport Emelec - Champion d'Équateur 2002 - Barcelona Sporting Club - Vice-champion d'Équateur 2002 - Club Deportivo El Nacional - 3e de l'Hexagonal 2002 - Club Libertad - Champion du Paraguay 2002 - 12 de Octubre FC - Vice-champion du Paraguay 2002 - Cerro Porteño - Vainqueur de la Liguilla pré-Libertadores 2002 - Club Universitario de Deportes - Vainqueur du tournoi Ouverture 2002 - Club Sporting Cristal - Vainqueur du tournoi Clôture 2002 - Club Alianza Lima - Premier au classement cumulé 2002 - Club Nacional de Football - Champion d'Uruguay 2002 - Club Atlético Peñarol - Vainqueur du Torneo Clasificatorio 2002 - Centro Atlético Fénix - Vainqueur de la Liguilla pré-Libertadores 2002 | - Corporación Deportiva América Cali - Vainqueur du tournoi Ouverture 2002 - Corporación Deportiva Independiente Medellín - Vainqueur du tournoi Clôure 2002 - Asociación Deportivo Cali - 1er au classement cumulé 2002 - Club Sport Emelec - Champion d'Équateur 2002 - Barcelona Sporting Club - Vice-champion d'Équateur 2002 - Club Deportivo El Nacional - 3e de l'Hexagonal 2002 - Club Libertad - Champion du Paraguay 2002 - 12 de Octubre FC - Vice-champion du Paraguay 2002 - Cerro Porteño - Vainqueur de la Liguilla pré-Libertadores 2002 - Club Universitario de Deportes - Vainqueur du tournoi Ouverture 2002 - Club Sporting Cristal - Vainqueur du tournoi Clôture 2002 - Club Alianza Lima - Premier au classement cumulé 2002 - Club Nacional de Football - Champion d'Uruguay 2002 - Club Atlético Peñarol - Vainqueur du Torneo Clasificatorio 2002 - Centro Atlético Fénix - Vainqueur de la Liguilla pré-Libertadores 2002 |
| Tour préliminaire | | | | | | | | | | | | | | | |
| - Cruz Azul Fútbol Club - Vainqueur de la Pre Pre-Libertadores 2002 - Pumas UNAM - Vainqueur de la Pre Pre-Libertadores 2002 | - Cruz Azul Fútbol Club - Vainqueur de la Pre Pre-Libertadores 2002 - Pumas UNAM - Vainqueur de la Pre Pre-Libertadores 2002 | - Cruz Azul Fútbol Club - Vainqueur de la Pre Pre-Libertadores 2002 - Pumas UNAM - Vainqueur de la Pre Pre-Libertadores 2002 | - Cruz Azul Fútbol Club - Vainqueur de la Pre Pre-Libertadores 2002 - Pumas UNAM - Vainqueur de la Pre Pre-Libertadores 2002 | - Cruz Azul Fútbol Club - Vainqueur de la Pre Pre-Libertadores 2002 - Pumas UNAM - Vainqueur de la Pre Pre-Libertadores 2002 | - Cruz Azul Fútbol Club - Vainqueur de la Pre Pre-Libertadores 2002 - Pumas UNAM - Vainqueur de la Pre Pre-Libertadores 2002 | - Cruz Azul Fútbol Club - Vainqueur de la Pre Pre-Libertadores 2002 - Pumas UNAM - Vainqueur de la Pre Pre-Libertadores 2002 | - Cruz Azul Fútbol Club - Vainqueur de la Pre Pre-Libertadores 2002 - Pumas UNAM - Vainqueur de la Pre Pre-Libertadores 2002 | - Club Nacional Táchira - Champion du Venezuela 2001-2002 - Estudiantes de Mérida - Vice-champion du Venezuela 2001-2002 | - Club Nacional Táchira - Champion du Venezuela 2001-2002 - Estudiantes de Mérida - Vice-champion du Venezuela 2001-2002 | - Club Nacional Táchira - Champion du Venezuela 2001-2002 - Estudiantes de Mérida - Vice-champion du Venezuela 2001-2002 | - Club Nacional Táchira - Champion du Venezuela 2001-2002 - Estudiantes de Mérida - Vice-champion du Venezuela 2001-2002 | - Club Nacional Táchira - Champion du Venezuela 2001-2002 - Estudiantes de Mérida - Vice-champion du Venezuela 2001-2002 | - Club Nacional Táchira - Champion du Venezuela 2001-2002 - Estudiantes de Mérida - Vice-champion du Venezuela 2001-2002 | - Club Nacional Táchira - Champion du Venezuela 2001-2002 - Estudiantes de Mérida - Vice-champion du Venezuela 2001-2002 | - Club Nacional Táchira - Champion du Venezuela 2001-2002 - Estudiantes de Mérida - Vice-champion du Venezuela 2001-2002 |

## Compétition

### Tour préliminaire
Le tour préliminaire oppose les deux clubs mexicains à leurs homologues vénézuéliens. Les rencontres ont lieu entre le 22 octobre et le 28 novembre 2002.
| Rang | Équipe                | Pts | J | G | N | P | Bp | Bc | Diff |  | Résultats (▼ dom., ► ext.) | Pum | CAz | Est | Nac |
| ---- | --------------------- | --- | - | - | - | - | -- | -- | ---- |  | -------------------------- | --- | --- | --- | --- |
| 1    | Pumas UNAM            | 13  | 6 | 4 | 1 | 1 | 12 | 4  | +8   |  | Pumas UNAM                 |     | 1-1 | 3-1 | 4-0 |
| 2    | Cruz Azul Fútbol Club | 11  | 6 | 3 | 2 | 1 | 11 | 7  | +4   |  | Cruz Azul Fútbol Club      | 0-2 |     | 2-1 | 4-0 |
| 3    | Estudiantes de Mérida | 7   | 6 | 2 | 1 | 3 | 7  | 9  | -2   |  | Estudiantes de Mérida      | 1-0 | 1-1 |     | 1-0 |
| 4    | Club Nacional Táchira | 3   | 6 | 1 | 0 | 5 | 6  | 16 | -10  |  | Club Nacional Táchira      | 1-2 | 2-3 | 3-2 |     |

### Premier tour
| Rang | Équipe                    | Pts | J | G | N | P | Bp | Bc | Diff |  | Résultats (▼ dom., ► ext.) |     |     |     |     |
| ---- | ------------------------- | --- | - | - | - | - | -- | -- | ---- |  | -------------------------- | --- | --- | --- | --- |
| 1    | Asociación Deportivo Cali | 12  | 6 | 4 | 0 | 2 | 9  | 3  | +6   |  | Asociación Deportivo Cali  |     | 2-0 | 1-0 | 1-0 |
| 2    | Club Atlético River Plate | 12  | 6 | 4 | 0 | 2 | 10 | 7  | +3   |  | Club Atlético River Plate  | 2-1 |     | 3-1 | 2-0 |
| 3    | Club Libertad             | 7   | 6 | 2 | 1 | 3 | 9  | 9  | 0    |  | Club Libertad              | 1-0 | 0-2 |     | 2-2 |
| 4    | Club Sport Emelec         | 4   | 6 | 1 | 1 | 4 | 6  | 15 | -9   |  | Club Sport Emelec          | 0-4 | 3-1 | 1-5 |     |

| Rang | Équipe                  | Pts | J | G | N | P | Bp | Bc | Diff |  | Résultats (▼ dom., ► ext.) |     |     |     |     |
| ---- | ----------------------- | --- | - | - | - | - | -- | -- | ---- |  | -------------------------- | --- | --- | --- | --- |
| 1    | Paysandu Sport Club     | 14  | 6 | 4 | 2 | 0 | 14 | 5  | +9   |  | Paysandu Sport Club        |     | 0-0 | 2-1 | 3-1 |
| 2    | Cerro Porteño           | 8   | 6 | 2 | 2 | 2 | 8  | 11 | -3   |  | Cerro Porteño              | 2-6 |     | 1-0 | 3-2 |
| 3    | Club Sporting Cristal   | 7   | 6 | 2 | 1 | 3 | 6  | 7  | -1   |  | Club Sporting Cristal      | 0-2 | 1-1 |     | 3-1 |
| 4    | CD Universidad Catolica | 4   | 6 | 1 | 1 | 4 | 7  | 12 | -5   |  | CD Universidad Catolica    | 1-1 | 2-1 | 0-1 |     |

| Rang | Équipe                     | Pts | J | G | N | P | Bp | Bc | Diff |  | Résultats (▼ dom., ► ext.) |     |     |     |     |
| ---- | -------------------------- | --- | - | - | - | - | -- | -- | ---- |  | -------------------------- | --- | --- | --- | --- |
| 1    | Santos Futebol Clube       | 14  | 6 | 4 | 2 | 0 | 16 | 4  | +12  |  | Santos Futebol Clube       |     | 3-0 | 1-1 | 3-1 |
| 2    | CD América Cali            | 10  | 6 | 3 | 1 | 2 | 11 | 11 | 0    |  | CD América Cali            | 1-5 |     | 1-0 | 4-1 |
| 3    | Club Deportivo El Nacional | 6   | 6 | 1 | 3 | 2 | 4  | 6  | -2   |  | Club Deportivo El Nacional | 0-0 | 1-1 |     | 1-0 |
| 4    | 12 de Octubre FC           | 3   | 6 | 1 | 0 | 5 | 7  | 17 | -10  |  | 12 de Octubre FC           | 1-4 | 1-4 | 3-1 |     |

| Rang | Équipe                      | Pts | J | G | N | P | Bp | Bc | Diff |  | Résultats (▼ dom., ► ext.)  |     |     |     |     |
| ---- | --------------------------- | --- | - | - | - | - | -- | -- | ---- |  | --------------------------- | --- | --- | --- | --- |
| 1    | Club de Deportes Cobreloa   | 9   | 6 | 2 | 3 | 1 | 9  | 5  | +4   |  | Club de Deportes Cobreloa   |     | 2-3 | 0-0 | 4-0 |
| 2    | Club OlimpiaT               | 9   | 6 | 2 | 3 | 1 | 9  | 6  | +3   |  | Club OlimpiaT               | 0-0 |     | 4-1 | 0-1 |
| 3    | Gimnasia y Esgrima La Plata | 7   | 6 | 1 | 4 | 1 | 8  | 7  | +1   |  | Gimnasia y Esgrima La Plata | 0-0 | 1-1 |     | 5-1 |
| 4    | Club Alianza Lima           | 5   | 6 | 1 | 2 | 3 | 6  | 14 | -8   |  | Club Alianza Lima           | 2-3 | 1-1 | 1-1 |     |

| Rang | Équipe                | Pts | J | G | N | P | Bp | Bc | Diff |  | Résultats (▼ dom., ► ext.) |     |     |     |     |
| ---- | --------------------- | --- | - | - | - | - | -- | -- | ---- |  | -------------------------- | --- | --- | --- | --- |
| 1    | Grêmio FBPA           | 10  | 6 | 3 | 1 | 2 | 10 | 7  | +3   |  | Grêmio FBPA                |     | 3-2 | 1-0 | 4-1 |
| 2    | Pumas UNAM            | 9   | 6 | 3 | 0 | 3 | 8  | 8  | 0    |  | Pumas UNAM                 | 1-0 |     | 2-0 | 3-1 |
| 3    | Club Bolívar          | 9   | 6 | 3 | 0 | 3 | 8  | 9  | -1   |  | Club Bolívar               | 1-0 | 2-0 |     | 5-2 |
| 4    | Club Atlético Peñarol | 7   | 6 | 2 | 1 | 3 | 12 | 14 | -2   |  | Club Atlético Peñarol      | 2-2 | 2-0 | 4-0 |     |

| Rang | Équipe                         | Pts | J | G | N | P | Bp | Bc | Diff |  | Résultats (▼ dom., ► ext.)     |     |     |     |     |
| ---- | ------------------------------ | --- | - | - | - | - | -- | -- | ---- |  | ------------------------------ | --- | --- | --- | --- |
| 1    | Racing Club Avellaneda         | 14  | 6 | 4 | 2 | 0 | 11 | 4  | +7   |  | Racing Club Avellaneda         |     | 4-1 | 1-1 | 2-0 |
| 2    | Club Nacional de Football      | 10  | 6 | 3 | 1 | 2 | 12 | 10 | +2   |  | Club Nacional de Football      | 1-2 |     | 2-0 | 3-0 |
| 3    | Club Universitario de Deportes | 7   | 6 | 1 | 4 | 1 | 8  | 8  | 0    |  | Club Universitario de Deportes | 1-1 | 2-2 |     | 2-0 |
| 4    | Oriente Petrolero              | 1   | 6 | 0 | 1 | 5 | 4  | 13 | -9   |  | Oriente Petrolero              | 0-1 | 2-3 | 2-2 |     |

| Rang | Équipe                     | Pts | J | G | N | P | Bp | Bc | Diff |  | Résultats (▼ dom., ► ext.) |     |     |     |     |
| ---- | -------------------------- | --- | - | - | - | - | -- | -- | ---- |  | -------------------------- | --- | --- | --- | --- |
| 1    | Independiente Medellin     | 12  | 6 | 4 | 0 | 2 | 9  | 6  | +3   |  | Independiente Medellin     |     | 1-0 | 1-0 | 2-0 |
| 2    | Club Atlético Boca Juniors | 11  | 6 | 3 | 2 | 1 | 10 | 7  | +3   |  | Club Atlético Boca Juniors | 2-0 |     | 2-1 | 2-2 |
| 3    | Barcelona Sporting Club    | 5   | 6 | 1 | 2 | 3 | 8  | 10 | -2   |  | Barcelona Sporting Club    | 2-4 | 2-2 |     | 2-0 |
| 4    | CSD Colo-Colo              | 5   | 6 | 1 | 2 | 3 | 6  | 10 | -4   |  | CSD Colo-Colo              | 2-1 | 1-2 | 1-1 |     |

| Rang | Équipe                | Pts | J | G | N | P | Bp | Bc | Diff |  | Résultats (▼ dom., ► ext.) |     |     |     |     |
| ---- | --------------------- | --- | - | - | - | - | -- | -- | ---- |  | -------------------------- | --- | --- | --- | --- |
| 1    | SC Corinthians        | 15  | 6 | 5 | 0 | 1 | 15 | 6  | +9   |  | SC Corinthians             |     | 1-0 | 6-1 | 4-1 |
| 2    | Cruz Azul Fútbol Club | 9   | 6 | 3 | 0 | 3 | 12 | 11 | +1   |  | Cruz Azul Fútbol Club      | 3-0 |     | 4-0 | 3-2 |
| 3    | Centro Atlético Fénix | 6   | 6 | 2 | 0 | 4 | 10 | 14 | -4   |  | Centro Atlético Fénix      | 1-2 | 6-1 |     | 2-0 |
| 4    | The Strongest La Paz  | 6   | 6 | 2 | 0 | 4 | 6  | 12 | -6   |  | The Strongest La Paz       | 0-2 | 2-1 | 1-0 |     |

### Huitièmes de finale
Le tirage au sort des huitièmes de finale n'est pas total : un premier de groupe rencontre automatiquement un second d'un autre groupe, avec l'avantage de recevoir au match retour. Les affiches sont connues, en fonction des groupes des équipes.
| Match        | Équipe 1                   | Résultat      | Équipe 2                  | Aller | Retour |
| ------------ | -------------------------- | ------------- | ------------------------- | ----- | ------ |
| 2e H / 1er A | Cruz Azul Fútbol Club      | 0 - 0 3-2 tab | Asociación Deportivo Cali | 0 - 0 | 0 - 0  |
| 2e G / 1er B | Club Atlético Boca Juniors | 4 - 3         | Paysandu Sport Club       | 0 - 1 | 4 - 2  |
| 2e F / 1er C | Club Nacional de Football  | 6 - 6 1-3 tab | Santos Futebol Clube      | 4 - 4 | 2 - 2  |
| 2e E / 1er D | Pumas UNAM                 | 0 - 1         | Club de Deportes Cobreloa | 0 - 1 | 0 - 0  |
| 2e D / 1er E | Club OlimpiaT              | 2 - 6         | Grêmio FBPA               | 2 - 3 | 0 - 3  |
| 2e C / 1er F | CD América Cali            | 1 - 1 6-5 tab | Racing Club Avellaneda    | 1 - 1 | 0 - 0  |
| 2e B / 1er G | Cerro Porteño              | 1 - 1 2-4 tab | Independiente Medellin    | 0 - 1 | 1 - 0  |
| 2e A / 1er H | Club Atlético River Plate  | 4 - 2         | SC Corinthians            | 2 - 1 | 2 - 1  |

### Quarts de finale
| Équipe 1                  | Résultat | Équipe 2                   | Aller | Retour |
| ------------------------- | -------- | -------------------------- | ----- | ------ |
| Cruz Azul Fútbol Club     | 2 - 3    | Santos Futebol Clube       | 2 - 2 | 0 - 1  |
| Club de Deportes Cobreloa | 2 - 4    | Club Atlético Boca Juniors | 1 - 2 | 1 - 2  |
| Grêmio FBPA               | 3 - 4    | Independiente Medellin     | 2 - 2 | 1 - 2  |
| Club Atlético River Plate | 3 - 5    | CD América Cali            | 2 - 1 | 1 - 4  |

### Demi-finales
| Équipe 1                   | Résultat | Équipe 2               | Aller | Retour |
| -------------------------- | -------- | ---------------------- | ----- | ------ |
| Santos Futebol Clube       | 4 - 2    | Independiente Medellin | 2 - 0 | 1 - 1  |
| Club Atlético Boca Juniors | 6 - 0    | CD América Cali        | 2 - 0 | 4 - 0  |

### Finale
| 25 juin 2003 | Club Atlético Boca Juniors | 2 - 0 | Santos Futebol Clube | La Bombonera, Buenos Aires                  |                                             |
|              | Delgado 32e, 83e           |       |                      | Spectateurs : 57 000 Arbitrage : Óscar Ruiz | Spectateurs : 57 000 Arbitrage : Óscar Ruiz |

| 2 juillet 2003 | Santos Futebol Clube | 1 - 3 | Club Atlético Boca Juniors              | Stade de Morumbi, São Paulo                      |                                                  |
|                | Alex 75e             |       | 21e Tévez · 84e Delgado · 90+5e Schiavi | Spectateurs : 73 100 Arbitrage : Jorge Larrionda | Spectateurs : 73 100 Arbitrage : Jorge Larrionda |

| Vainqueur de la Copa Libertadores 2003     |
| ------------------------------------------ |
| Club Atlético Boca Juniors Cinquième titre |